# Ohe (Wabe)
Die Ohe ist ein 3,7 km langer Zufluss der Wabe im Landkreis Wolfenbüttel, der das Waldgebiet Ohe in Veltheim (Ohe) und die landwirtschaftlich geprägte Feldmark durchfließt. An seiner Mündung liegt das Freibad in Sickte. Sein Beginn ist der Abfluss des Veronikasees. Aus dem Veltheimer Forst fließt der Ohe der Losebach zu, beide Gewässer werden für die Gewässerüberwachung als ein Wasserkörper betrachtet.

## Geographie

### Ohe und Quellgewässer
Die Bezeichnung Ohe wird in den amtlichen Karten für das Gewässer unterhalb des im Waldgebiet Ohe liegenden Veronikasees geführt. Der See wird aus dem Ohebach (GKZ 4828826) gespeist, der weiter östlich relativ naturnah mäandriert und in der  Niedersächsischen Gewässerkarte unter diesem Namen zwischen Destedt und Hemkenrode am Kinsberg geführt wird (). Er sammelt weitere Bäche aus dem Ortsbereich von Destedt und Hemkenrode, darunter auch aus der Destedter Siedlung Im Landgraben.

### Veronikasee und weiterer Verlauf
Der Veronikasee ist ein künstlich angelegtes Gewässer mit einer kleinen Halbinsel, das in der Senke zwischen Lofkenberg und Papenberg liegt. Der Abschlussdamm ist wenige Meter hoch. Die Ohe strebt nach Südwesten zum Ortsteil Klein Veltheim, wo auch die Straßenbezeichnungen Vor der Ohe und Am Veronikasee geführt werden. Ab hier ist die Ohe ein weitestgehend kanalisierter Feldgraben, der nach Westen fließt und den von Norden kommenden Losebach aufnimmt. Die Ohe knickt nach Süden und damit in die Flussrichtung des Losebachs ab. Von links fließt ein weiterer Bach aus Veltheim zu, der als Veltheimer Ohe bezeichnet wird, seine GKZ ist 4828828. Nach einem Schwenk Richtung Südwesten erreicht die Ohe das Gelände des Freibads Sickte und dessen Teiche, wo sie in die von Osten strömende Wabe mündet.

### Losebach
Der Losebach entspringt am westlichen Ortsrand von Destedt in einem Teich () und fließt durch landwirtschaftlich genutztes Gebiet nach Westen Richtung Cremlingen. Kurz vor dem Ortsrand wendet er sich nach Süden zum Veltheimer Forst, wo er zahlreiche Bäche und Gräben aufnimmt, u. a. den Schulenroder Bach (GKZ 4828824). Ab hier ist der Verlauf weitestgehend naturbelassen und teilweise mäandrierend. An der Grenze zwischen Sickte und Veltheim, die durch einen niedrigen Wall markiert wird, verlässt er das Waldgebiet und erreicht zwischen Obersickte und Klein Veltheim die Ohe.

## Gewässerqualität
Das Wasserkörperdatenblatt des NLWKN mit dem Bewertungsstand aus dem Jahre 2012 stuft das Gewässer hinsichtlich der Strukturgüte als erheblich veränderten Wasserkörper ein, für den bis 2015 keine Zielerreichung im Rahmen der EG-Wasserrahmenrichtlinie möglich ist. Die Ohe und der Losebach werden als ein Wasserkörper mit der Zählnummer 15044 betrachtet, der dem Typ 18 der löss-lehmgeprägten Tieflandbäche zugeordnet wird. Die chemische Beschaffenheit wird noch mit „gut“, im Datenblatt 2015 „schlecht“ bewertet, der ökologische Gesamtzustand 2012 als „unbefriedigend (4)“, 2015 als „mäßig (3)“. Dies ist vor allem auf die abschnittsweise erheblichen Strukturdefizite wie Begradigungen, fehlender Uferbewuchs und künstliche Bettprofile zurückzuführen.